# Schizentaspidus
Schizentaspidus är ett släkte av insekter. Schizentaspidus ingår i familjen pansarsköldlöss.
Kladogram enligt Catalogue of Life:
| Schizentaspidus | \| \| Schizentaspidus loranthi \| \| \| \| \| \| Schizentaspidus silvicola \| \| \| \| |
|                 | \| \| Schizentaspidus loranthi \| \| \| \| \| \| Schizentaspidus silvicola \| \| \| \| |
|                 | Schizentaspidus loranthi                                                               |
|                 |                                                                                        |
|                 | Schizentaspidus silvicola                                                              |
|                 |                                                                                        |